# Comodoro Rivadavia
Comodoro Rivadavia – miasto w południowej Argentynie, w prowincji Chubut, nad zatoką San Jorge (Ocean Atlantycki). Około 175,1 tys. mieszkańców.
W mieście rozwinął się przemysł cementowy, rafineryjny oraz hutniczy. W 1961 r. został założony uniwersytet.